# Lijst van afleveringen van Law & Order: Special Victims Unit (seizoen 14)
Dit artikel vat het veertiende seizoen van Law & Order: Special Victims Unit samen.

## Hoofdrollen
- Mariska Hargitay - rechercheur Olivia Benson
- Danny Pino - rechercheur Nick Amaro
- Kelli Giddish - rechercheur Amanda Rollins
- Richard Belzer - rechercheur John Munch
- Ice-T - rechercheur Fin Tutuola
- Dann Florek - hoofd recherche Donald Cragen
- Raúl Esparza - assistente officier van justitie Rafael Barba

## Terugkerende rollen
- Tamara Tunie - dr. Melinda Warner
- Dean Winters - rechercheur Brian Cassidy
- Alison Fernandez - Zara Amaro
- Adam Baldwin - hoofd recherche Steven Harris
- Michael Mastro - rechter Serani
- Ami Brabson - rechter Karyn Blake

## Afleveringen
| Aflevering | Titel            | Schrijver                            | Regie            | Uitzenddatum VS   | Selectie gastrollen |
| --- | ---------------- | ------------------------------------ | ---------------- | ----------------- | --- |
| 1. | Lost Reputation  | Warren Leight Julie Martin           | Michael Slovis   | 26 september 2012 | Peter Jacobson - Bart Ganzel Brooke Smith - Delia Wilson Reg E. Cathey - Barry Querns Pippa Black - Carissa Gibson Ron Rifkin - Marvin Exley |
| Cragen wordt wakker naast het lichaam van een dode escortmeisje en Cragen wordt nu verdacht van moord. De rechercheurs werken nu in het geheim de klok rond om hem vrij te kunnen pleiten. De spanningen lopen hoog op als zij kennis maken met de nieuwe officier van justitie Paula Foster en de nieuwe hoofd recherche Steven Harris. Ondertussen wordt rechercheur Amaro betrokken in een schandaal en zijn persoonlijke leven valt hierdoor uiteen, hij weigert zich hieraan over te geven. |                  |                                      |                  |                   | |
| 2. | Above Suspicion  | Warren Leight Julie Martin           | Michael Slovis   | 26 september 2012 | Peter Jacobson - Bart Ganzel Brooke Smith - Delia Wilson Reg E. Cathey - Barry Querns Michael Potts - Cole Drapper |
| De moordzaak tegen Cragen duurt nog voort en Rechercheur Amaro zet zijn carrière op het spel als hij zelf op onderzoek uit gaat om de waarheid te vinden. Intussen dreigt zijn vrouw hem te verlaten. Als rechercheur Cassidy wordt geraakt door eigen vuur, zorgt dit ervoor dat Benson haar frustratie afreageert op Harris en interne zaken. Een en ander blijkt opgezet door Ganzel via corrupte agenten, want hij had achterhaald dat Cassidy een undercover was. Ganzel wordt aan Cragens moord gelinkt, gearresteerd en voorgeleid. Als Foster de zaak wil sluiten, ontdekken Benson en de rechercheurs een groot geheim. Aan de hand van haar financien ontdekken ze dat Foster hoge kosten maakt voor de zorg voor haar zieke dochtertje, tegen een relatief bescheiden ambtenaarssalaris. Ze blijkt inderdaad voor Delia te werken, samen met een aantal hoge ambtenaren. Delia, Foster en een aantal hoge functionarissen worden gearresteerd en aangeklaagd, Cragen wordt van alle blaam gezuiverd. |                  |                                      |                  |                   | |
| 3. | Twenty-Five Acts | Warren Leight Julie Martin           | Jean de Segonzac | 10 oktober 2012   | Roger Bart - Adam Cain Anna Chlumsky - Jocelyn Paley Elizabeth Marvel - advocate Calhoun Romy Rosemont - professor Kathleen Dobson |
| Wanneer de jonge schrijfster Jocelyn Paley, schrijfster van een succesvolle SM-roman, naar huis gaat met de bekende tv-persoonlijkheid Adam Cain hebben ze nadien seks. Cain gaat hierbij echter verder dan zij wil, geeft haar ervan langs met zijn riem en knijpt haar deel dicht met dit kledingstuk. De dag erna verkracht hij haar in de lift. Zelf claimt hij dat beide scenes nagespeeld zijn uit haar eigen boek en dat ze het zelf wilde. Cain heeft echter een slechte reputatie bij jonge vrouwen. Benson wordt gekoppeld door Harris aan Rollins om Paley te overtuigen aangifte te doen tegen Cain. Als de rechercheurs in het privéleven van Paley duiken om verrassingen te voorkomen in de rechtszaak, en de assistent officier van justitie Rafael Barba wil vaart zetten met de zaak, ontdekt Amaro een geheim dat de zaak en de carrière van Paley kan ondermijnen. De werkelijke schrijver bleek namelijk haar vrouwelijke professor, die haar opzettelijk naar voren schoof omdat een jong onschuldig meisje voor dit boek beter 'verkocht' dan een academica van in de 50. Barba weet de zaak te winnen door de professor te laten getuigen en door Cain een en ander bij Barba zelf te demonstreren met diens riem, hiermee toont hij aan dat de riem een fantasie van Cain en niet van Paley was. Cain wordt veroordeeld, maar Paley moet op grond van haar contract met de professor al haar royalty's inleveren en haar reputatie ligt in puin. Barba troost haar: dit is Amerika, en Amerika is dol op comebacks. |                  |                                      |                  |                   | |
| 4. | Acceptable Loss  | Ed Zuckerman                         | Alex Chapple     | 17 oktober 2012   | Kathryn Erbe - inspecteur Alexandra Eames Richard Kind - Jonas Dworkin Doug E. Doug - mr. Wiggins Alon Aboutboul - Lou Pappas Joey Oglesby - Mikey Pappas                                                                                        |
| Wanneer Cragen weer terug is in zijn functie moeten hij en zijn rechercheurs aan de slag met een onderzoek naar vrouwenhandel. De rechercheurs gaan undercover en als zij bijna de zaak rond hebben, worden zij tot een halt geroepen door inspecteur Alexandra Eames van de Binnenlandse Veiligheidsdienst, die beweert dat dit een langlopende terrorismezaak is. De vrouwenhandel dient ter financiering van een grote aanslag door een aan Al Qaida gelinkte groepering. Benson wordt creatief om de zaak voort te zetten zonder Eames voor de voeten te lopen. Uiteindelijk blijkt een van de Latina prostituees niet een prostituee: het is de Pakistaanse terroriste op wie Eames jacht maakt, die wraak wil nemen voor de dood van haar vader. |                  |                                      |                  |                   | |
| 5. | Manhattan Vigil  | Peter Blauner                        | Jean de Segonzac | 24 oktober 2012   | Hamish Linklater - David Morris Luke Fava - Wyatt Morris Mili Avital - Laurie Colfax Alex Karpovsky -Stephen Lomatin Tom Sizemore - Louis Hoda                                                                                                   |
| Wanneer Wyatt Morris wordt ontvoerd terwijl hij onder toezicht was van zijn vader David, gaan de rechercheurs op onderzoek uit. Tijdens het onderzoek herinnert Cragen de rechercheurs aan een onopgeloste soortgelijke ontvoering dertien jaar geleden vanuit dezelfde buurt. Terwijl de rechercheurs een strijd aangaan tegen de klok om de vermiste jongen terug te vinden, zweert Benson te leren van fouten uit het verleden om zo beide zaken op te lossen. Een paranoide agent heeft vreemde ideeën over een verband tussen verdwijningen van kinderen en branden, maar uiteindelijk blijkt dit te kloppen. De dader was een opzichter die door de branden onroerend goed voor zijn baas uitpondde, terwijl hij de branden gebruikte om zijn slachtoffertjes te laten verdwijnen. De rechercheurs moeten de moeder van het dertien jaar geleden ontvoerde jongetje het trieste nieuws brengen, maar weten Wyatt te redden. |                  |                                      |                  |                   | |
| 6. | Friending Emily  | Kevin Fox                            | Jim McKay        | 31 oktober 2012   | Chris Coy - Peter Lindsay Pulsipher - Kim Rollins Izzie Steele - Wendy Davis Taylor Spreitler - Taylor Culphers Neal Matarazzo - mr. Culphers Frank Deal - FBI agent                                                                             |
| Een studente gaat met haar 14-jarige zusje Emily naar een studentenfeest, waar deze verdwijnt. Al snel verschijnen livestreams op een kinderpornosite op het darknet, maar de locatie is niet te achterhalen. Op het moment dat de zaak helemaal vastzit, keert officier van justitie Barba terug met hulp. Met hulp van een hacker en offline sporen blijkt dat ze in handen is gevallen van een kindermisbruiker die jonge meisjes ontvoert, misbruikt, en zich aan hen verrijkt via een kinderpornosite. Ook is er een lovergirl, die zelf ook vroeger als kind ontvoerd, misbruikt en geïndoctrineerd is. Door haar in contact met haar familie te brengen weet de politie de leugen van de misbruiker te breken, en het meisje vertelt de politie de locatie waar Emily wordt vastgehouden. Ondertussen wordt rechercheur Rollins afgeleid door het plotseling verschijnen van haar zus. |                  |                                      |                  |                   | |
| 7. | Vanity's Bonfire | Gwendolyn M. Parker Warren Leight    | Michael Slovis   | 14 november 2012  | Scott Bakula - Kent Webster Jessica Hecht - Jillian Webster Abby Quinn Jackman - Hannah Webster Bijou Phillips - Dia Nobile David Pittu - Linus Tate                                                                                             |
| Wanneer baby Tessa Leddy ontvoerd wordt vanaf een speeltuin, gaan de rechercheurs op onderzoek uit. De ontvoering wordt al snel een ruzie om de voogdij als de ontvoerder Dia Nobile zweert dat zij de biologische moeder is van Tessa, en dit door DNA-bewijs wordt ondersteund. De ouders van Tessa verklaren dat hun dochter een kind is van een draagmoeder die zij nooit ontmoet hebben, maar alle papieren blijken vervalst. Nobile verklaart dat de vader van Tessa Kent Webster is, een vooraanstaand juridisch hoogleraar en zoon van een rechter in het Hooggerechtshof, getrouwd met een vrouw die aan kanker lijdt. Deze blijkt een verhouding met haar te hebben gehad en via een bevriend advocaat de adoptie te hebben vervalst om van het kind af te komen. Hij wil niets van Nobile weten en doet alsof hij haar niet kent. Niet lang daarna post Nobile seksfilmpjes van haar en Webster op internet, waarna ze dood wordt aangetroffen. Webster wordt bij het lijk aangetroffen en is de eerste verdachte, maar hij heeft een alibi ten tijde van haar dood. Dan richt de verdenking zich op diens vrouw, maar die is te zwak om de moord te plegen. Waarna als enige verdachte tienerdochter Hannah overblijft... |                  |                                      |                  |                   | |
| 8. | Lessons Learned  | Julie Martin Ed Zuckerman            | Alex Chapple     | 21 november 2012  | Charles Grodin - Brett Forrester Anthony Rapp - Nathan Forrester Elizabeth Marvel - advocate Calhoun Frank Wood - Andrew Lennox Buck Henry - mr. Morton                                                                                          |
| De rechercheurs van de SVU gaan naar een privéschool, waar melding is gemaakt van seksueel misbruik. Aanvankelijk ziet Barba weinig in de zaak: al het misbruik is hoogstwaarschijnlijk verjaard. Na flinke tegenwerking van het schoolbestuur roepen de rechercheurs samen met assistent-officier van justitie Barba de hulp in van voormalige studenten en professor Walter Tompkins, een gepensioneerde leraar. Ze hopen zo de doofpot te openen en zo meerdere slachtoffers van het misbruik te vinden. Op het moment dat de rechercheurs bewijzen vinden van nog een slachtoffer, krijgen zij nog meer tegenwerking van het schoolbestuur. Totdat een voormalige student opstaat voor hulp. Hierdoor komt boven water dat zelfs de zoon van Brett Forrester, een van de bestuursleden door een leraar werd misbruikt en dat diens noodkreten door zijn eigen vader werden genegeerd. Hierop breekt iets in Brett Forrester, en de school biedt openlijke excuses aan. |                  |                                      |                  |                   | |
| 9. | Dreams Deferred  | Julie Martin Warren Leight           | Michael Smith    | 5 december 2012   | Jason Gedrick - FBI agent Cantwell Patricia Arquette - Jeannie Kerns Amanda Quaid - Angela Kerns Kenneth Franklin - Johnny Kerns Anne Meara - Irene Kerns Gbenga Akinnagbe - priester                                                            |
| Wanneer een man dood en verderf zaait in New York roept FBI agent Cantwell de hulp in van de SVU. Hij wil informatie hebben van hen over het laatste contact van de moordenaar met een prostituee genaamd Jeannie Kerns. Zij was betrokken bij een oude zaak van Benson. Als de rechercheurs samen gaan werken met Jeannie om de moordenaar te vinden, worden zij in haar wereld getrokken en moeten dan vechten voor haar leven. |                  |                                      |                  |                   | |
| 10. | Presumed Guilty  | Kevin Fox                            | Courtney Hunt    | 2 januari 2013    | Denis O'Hare - priester Chris Shea Eric LaRay Harvey - Sam Randall LisaGay Hamilton - Teresa Randall Melissa Marsala - Margarita Santiago Victor Cruz - Adam Benitez                                                                             |
| Een Kerstaflevering. Een priester, vader Shea, wordt mishandeld en wanneer Sam Randall, de ex-zwager van Fin, te hulp snelt wordt hij zelf gearresteerd. Het ziet ernaar uit dat hij als verdachte Kerst in de cel moet doorbrengen. De OvJ is niet te vermurwen dus zien Fin en zijn collega's zich gedwongen steeds dieper te graven. De mishandelaar meende dat vader Shea zijn zus had misbruikt maar een collega bleek de dader. Deze preste vader Shea een en ander in de doofpot te stoppen in ruil voor zijn stilzwijgen over het feit dat vader Shea zelf een kind bij een vrouwelijke parochiaan heeft verwekt. Uiteindelijk bekent Shea alles, verlaat de kerk, en vormt een gezin met de parochiaan en hun dochtertje. Sam wordt vrijgelaten en Fin en Rollins vieren Kerstmis met Fins ex-schoonfamilie. Amaro wacht de dader van het misbruik buiten de kerk opwachten om deze te arresteren, maar dan klinken er schoten: de misbruikte zus heeft een vuurwapen bemachtigd en schiet de priester na de nachtmis dood. Niet voor iedereen wordt het een gelukkige Kerst. |                  |                                      |                  |                   | |
| 11. | Beautiful Frame  | Peter Blauner                        | Jean de Segonzac | 9 januari 2013    | Jane Kaczmarek - assistente officier van justitie Suffolk County Pam James Yvonne Zima - Jessie Sturgis Enver Gjokaj - Michael Provo Renee Goldsberry - advocate van Michael Provo Craig muMs Grant - Eddie Baker                                |
| Als Jessie Sturgis, een verkrachtingsslachtoffer van de SVU, gearresteerd wordt voor de moord op haar ex-vriend wil de assistent-officier van justitie van Suffolk County Pam James haar snel voor het gerecht brengen voor een snelle rechtsgang. Benson vermoedt dat er iets niet klopt met deze arrestatie, temeer daar er aanwijzingen zijn dat Michael Provo, FBI-informant en voormalig verdachte in de geseponeerde verkrachtingszaak, hier de hand in lijkt te hebben. Assistent-officier van justitie Barba start met dit bewijs een rechtszaak in zijn eigen district tegen Provo. Nu raken Barba en Pam James in een juridisch gevecht in aparte rechtszaken voor dezelfde moord, hopend op een veroordeling voordat de ander eerder is. Uiteindelijk blijken de getuigen van Pam James allemaal door Provo beïnvloed, en James ziet geen keuze dan met Barba's voorstel akkoord te gaan: de zaak tegen Jessie en Provo vervallen, Pam James begint een onderzoek naar alle politiezaken waarbij Provo betrokken was, en begint een nieuwe moordzaak tegen Provo in haar eigen district. Provo blijkt inderdaad de moord te hebben gepleegd om Jessie ervoor op te laten draaien, uit wraak voor het verklikken van de verkrachting. Provo schreeuwt woedend dat hij Pam James' vuile was buiten zal hangen, hiermee implicerend dat ook zij door hem beïnvloed was. Jessie wordt vrijgelaten en herenigd met haar zoon. |                  |                                      |                  |                   | |
| 12. | Criminal Hatred  | Ed Zuckerman                         | Adam Bernstein   | 30 januari 2013   | Nia Vardalos - Minonna Efron Paul Fitzgerald - Charles Murphy Annika Boras - Melissa Murphy Max Carpenter - Jeremy Jones Jenny Bacon - Laurel Dunleavy                                                                                           |
| Wanneer een homoseksuele man mannen oppikt, waarvan sommige getrouwd, en hen dan zwaar mishandelt (waarvan een dodelijk), wordt hij gearresteerd door de rechercheurs van de SVU. Assistent-officier van justitie Barba denkt nu een gemakkelijke zaak te hebben in de rechtszaal totdat hij kennis maakt met de onvoorspelbare advocate van de verdachte. De moord kan niet bewezen worden en het lukt Barba niet de misdrijven tot haatmisdrijf te verheffen, omdat de dader zelf homo was en slechts een bepaalde categorie homoseksuelen mishandelde. De advocate weet alle aanklachten te weerleggen zodat slechts mishandeling overblijft, maar de dader wordt tot zijn verrassing meteen opnieuw gearresteerd, deze keer voor de moord. De politie had nieuw bewijs weten te vinden in de vorm van een armband van het slachtoffer die de dader aan zijn man had gegeven. De dader bedreigt nu zelfs zijn man en zijn eigen advocate en de rechercheurs merken op dat hij niet zozeer homo's maar iedereen haat. Barba corrigeert hen: de man haat vooral zichzelf. |                  |                                      |                  |                   | |
| 13. | Monster's Legacy | Warren Leight Julie Martin           | Jean de Segonzac | 6 februari 2013   | Andre Braugher - Bayard Ellis Mike Tyson - Reggie Rhodes Enid Graham - Marnie Lathrop Peter Scanavino - Johnny Dubcek Elaine Hyman - mrs. Dubcek                                                                                                 |
| Een schoonmaker mishandelt een coach ernstig als hij denkt dat deze een jongen seksueel misbruikt, uiteindelijk bleek hij zelf met een seksueel misbruiktrauma rond te lopen. De waarschijnlijke dader was de leider van een zomerkamp, en al snel komen meerdere slechtoffers bovendrijven die allemaal in de goot zijn beland. Hieronder is de veroordeelde moordenaar Reggie Rhodes die in Ohio in de dodencel zit en op het punt staat geexecuteerd te worden. Benson vermoedt, in de wetenschap dat veel mannelijke misbruikslachtoffers gewelddadige tendensen ontwikkelen, dat er een link is met het misbruik van deze kampleider, en vraag aan advocaat Bayard Ellis diens zaak te heropenen. Tijdens de heropening van de zaak worden geheimen van zijn kindertijd en zijn rechtszaak blootgelegd. Reggie bleek jarenlang te zijn misbruikt, de druppel die hem tot de moord dreef was een verkrachting door drie mannen terwijl een vierde (de kampleider) polaroids maakte. Hierop vermoordde hij de dag hierop de drie mannen. De zaak blijkt echter door Justitie, belust op een veroordeling, te zijn gemanipuleerd. Zo was bewijs van het misbruik opzettelijk verwijderd. De executie wordt opgeschort in afwachting van een nieuw proces, en de kampleider verdwijnt achter tralies. |                  |                                      |                  |                   | |
| 14. | Secrets Exhumed  | Warren Leight Julie Martin           | Laura Belsey     | 13 februari 2013  | Marcia Gay Harden - FBI agente Dana Lewis Roscoe Orman - Jerome Howard John Ottavino - mr. Stanger Kathleen O'Neill - Mary Stanger Jay Karnes - Noah Bunning                                                                                     |
| Munch is bezig met een onderzoek in een oude onopgeloste zaak uit 1980, hij en de rechercheurs zijn in staat om een verdachte van deze zaak te lokaliseren in Miami. Zij vliegen daarheen om de verdachte naar New York te brengen, daar krijgen zij te horen van FBI agente Dana Lewis dat de verdachte ook gekoppeld kan worden aan meerdere zaken in het land. Lewis besluit dan om mee te gaan naar New York voor een bekentenis van de verdachte. De dader bekent alle verkrachtingen behalve die ene in New York. Ook zijn er andere inconsistenties. Als Benson en Amaro beginnen te twijfelen over de rechtvaardigheid van het verkrijgen van de bekentenis, bedreigt een schokkend geheim het leven van Lewis. Lewis had in 1980 een relatie met de verloofde van het slachtoffer, die hen beiden bezwangerde maar voor het slachtoffer koos en Dana manipuleerde een abortus te laten plegen. Uit jaloezie heeft ze het meisje vervolgens vermoord en het op een verkrachtingsmoord door de serieverkrachter te doen lijken, wat voor haar makkelijk was omdat ze aan deze zaken werkte. Ze breekt en wordt gearresteerd. |                  |                                      |                  |                   | |
| 15. | Deadly Ambition  | Peter Blauner Kevin Fox              | Jim McKay        | 20 februari 2013  | Carolyn McCormick - dr. Elizabeth Olivet Lindsay Pulsipher - Kim Rollins Robert John Burke - hoofd interne zaken Ed Tucker Joe Grifasi - Hashi Horowitz Isiah Whitlock jr. - Reese                                                               |
| Wanneer rechercheur Amanda Rollins thuis komt treft zij daar haar zus Kim aan, zwanger en mishandelt door haar vriend. De vriend komt onverwachts langs en Amanda moet dan een beslissende actie ondernemen wat het leven kost van de vriend. Dit zorgt ervoor dat Rollins een onderzoek krijgt van interne zaken, dit kan haar carrière als rechercheur kosten. Tijdens dit onderzoek ontdekken haar collega’s dat Kim Amanda als pion heeft gebruikt om zo van haar vriend af te komen en snel rijk te worden. |                  |                                      |                  |                   | |
| 16. | Funny Valentine  | Gwendolyn M. Parker                  | Jean de Segonzac | 27 februari 2013  | Tiffany Robinson - Micha Green Roca - Caleb Bryant Charles Malik Whitfield - Brass Dave Navarro - mr. Ferrari Saul Rubinek - mr. Price |
| Mischa Green, een opkomende zangeres, wordt aangevallen door haar hiphopvriend. De rechercheurs en assistent-officier van justitie (Barba) zijn nu bezig om de zaak op te bouwen tegen de vriend. Ondanks de inspanningen van Benson weigert Green mee te werken aan de zaak tegen haar vriend en gaat naar hem terug. Als de zaak uitdraait op een mediacircus dreigt Green haar beslissing te moeten bekopen met haar leven. |                  |                                      |                  |                   | |
| 17. | Undercover Blue  | Aaron Tracy Ed Zuckerman             | Michael Smith    | 20 maart 2013     | Greg Germann - assistent-officier van justitie Derek Strauss Scott William Winters - rechercheur Joe Dumas Reg E. Cathey - Barry Querns Andrea Navedo - Cynthia Mancheno Jaden Matthew Rodriguez - Gil Mancheno John Ventimiglia - Bobby Navarro |
| Terwijl de rechtszaak tegen de pooier Bart Ganzel begint wordt rechercheur Cassidy beschuldigd door een prostituee van verkrachting tijdens zijn undercoverwerk. Assistent-officier van justitie Derek Strauss neemt deze zaak voor zijn rekening en wil er vaart achter zetten voor een snelle overwinning. De advocaat van Cassidy gebruikt een ongewone tactiek om zijn onschuld te bewijzen, dit kan vervelende gevolgen hebben voor rechercheur Amaro. |                  |                                      |                  |                   | |
| 18. | Legitimate Rape  | Kevin Fox Peter Blauner              | Jonathan Herron  | 27 maart 2013     | Ned Eisenberg - Roger Kressler Lauren Cohan - Avery Jordan Robert Bogue - Jason Hollis Elizabeth Marvel - advocate Calhoun David Marciano - Rick Purcell                                                                                         |
| Een sportverslaggeefster doet bij Benson aangifte van verkrachting en stalking door een cameraman. Voordat de rechtszaak begint komt zij erachter dat zij zwanger is door de verkrachting. Nu krijgt assistent-officier van justitie Barba te maken met een controversiële verdediging door de advocaat van de verdachte. |                  |                                      |                  |                   | |
| 19. | Born Psychopath  | Julie Martin Warren Leight           | Alex Chapple     | 3 april 2013      | BD Wong - dr. George Huang Hope Davis - Viola Mesner Alex Manette - Tom Mesner Ethan Cutkosky - Henry Mesner Brooke Liddell/Kiley Liddell - Ruby Mesner Andrea Navedo - Cynthia Mancheno                                                         |
| De rechercheurs worden opgeroepen om een onderzoek op te starten naar verdachte verwondingen bij een jong meisje. Nader onderzoek onthult dat haar moeder controle probeert te krijgen op haar gewelddadige tienjarige zoon. Met behulp van Dr. Huang proberen zij te achterhalen wat de beste behandeling is voor haar zoon, maar de situatie wordt hierdoor zeer gevaarlijk voor de familie als voor de rechercheurs. |                  |                                      |                  |                   | |
| 20. | Girl Dishonored  | Julie Martin Warren Leight           | Holly Dale       | 24 april 2013     | Linda Emond - dr. Emily Sopher Skyler Day - Renee Clark Colby Minifie - Lindsay Bennett Maryann Plunkett - Eileen Bennett Robert Clohessy - Leo Barth                                                                                            |
| Wanneer de rechercheur een vermeende verkrachting willen gaan onderzoeken van een studente op een schoolcampus, worden zij flink tegengewerkt door de medestudenten en de schoolbeveiliging. Een dieper onderzoek onthult meerdere slachtoffers van verkrachting op deze school en schoolbestuurders die bereid zijn om de andere kant op te kijken. Als er hierna nog meerdere tragedies gebeuren, zijn assistent-officier van justitie en rechercheur Rollins vastbesloten om een eind te maken aan hun cultuur van eigen problemen op lossen. |                  |                                      |                  |                   | |
| 21. | Traumatic Wound  | Gwendolyn M. Parker John Paul Roche  | Alex Zakrzewski  | 1 mei 2013        | Eion Bailey - Frank Patterson Lola Kirke - Gabby Shaw Andrew Halliday - mr. Shaw Alexandra Socha - Brit Yardley |
| Wanneer een tienermeisje brutaal wordt aangevallen tijdens een concert gaat rechercheur Amaro op onderzoek uit. Zijn onderzoek leidt hem naar de beveiligingsagent Frank Patterson, een oorlogsveteraan die lijdt aan PTSD. Als de zaak naar de rechter gaat dan herinnert Patterson zich ineens een belangrijke aanwijzing van de aanval, dit helpt om assistent-officier van justitie Barba de juiste aanvallers te kunnen berechten. |                  |                                      |                  |                   | |
| 22. | Poisoned Motive  | Warren Leight                        | Arthur W. Forney | 8 mei 2013        | Kathryn Erbe - inspecteur Alexandra Eames Cathy Moriarty - inspecteur Toni Howard Yul Vazquez - Luis Montero Jessica Camacho - Gloria Montero 2 Chainz - Calvin Jones                                                                            |
| Wanneer rechercheur Rollins geraakt wordt door een sluipschutter gaan de rechercheurs op onderzoek uit. Na meerdere aanslagen herkent Fin een connectie tussen deze aanslagen en eerdere zaken van hem toen hij nog voor de afdeling drugszaken werkte. Als hij weer in contact komt met zijn oude partner vallen er meer aanslagen plaats. Dankzij de hulp van inspecteur Alexandra Eames lukt het hen om de moordenaar op te pakken. |                  |                                      |                  |                   | |
| 23. | Brief Interlude  | Peter Blauner Kevin Fox Peter Garcia | Kevin Bray       | 15 mei 2013       | Richard Thomas - Nat Randolph Kerry Butler - Ariel Randolph Seamus Davey-Fitzpatrick - Wayne Randolph Jesse Coleman - Grant Randolph Russell Saylor - Charley Landry                                                                             |
| Wanneer een bewusteloze vrouw met verwondingen gevonden wordt, vlak bij de woning van de burgemeester, gaan Benson en Amaro op onderzoek uit. Met de vrouw in een coma wordt het moeilijk voor hen om de identiteit te achterhalen van de vrouw. Nadat zij de identiteit kunnen achterhalen blijkt zij een wilde kant te hebben van op het eerste oog een normale echtgenote met twee kinderen. |                  |                                      |                  |                   | |
| 24. | Her Negotiation  | Julie Martin Warren Leight           | Norberto Barba   | 22 mei 2013       | Pablo Schreiber - William Lewis Andrea Navedo - Cynthia Mancheno Robin de Jesus - Jose Silva Judith Ivey - Alice Parker Lauren Ambrose - Vanessa Mayer                                                                                           |
| Rechercheur Rollins arresteert op het eerste gezicht een onschuldige potloodventer in Central Park. Rollins heeft toch een slecht gevoel over de verdachte en vraagt de hulp van haar collega's. Nadat de rechercheurs het met geen mogelijkheid lukt om de identiteit te achterhalen van de verdachte, speelt hij de rechercheurs tegen elkaar uit en het blijkt dat hij gezocht wordt voor een afschuwelijke misdaad. Een schokkende theorie komt naar boven en assistent-officier van justitie Barba wil hem laten berechten. Dit mislukt, wat Benson in gevaar brengt. |                  |                                      |                  |                   | |